# Witkowo Drugie
Witkowo Drugie (deutsch Wittichow (II)) ist ein Dorf der Gemeinde Stargard (Stargard in Pommern) in der polnischen Woiwodschaft Westpommern.

## Geographische Lage
Witkowo Drugie liegt in Hinterpommern, etwa 4,5 Kilometer südlich des Stadtzentrums von Stargard und 34 Kilometer südöstlich von
Stettin (Szczecin). Durch die Gemarkung des Dorfs fließt die Mała Ina (Faule Ihna).

## Geschichte

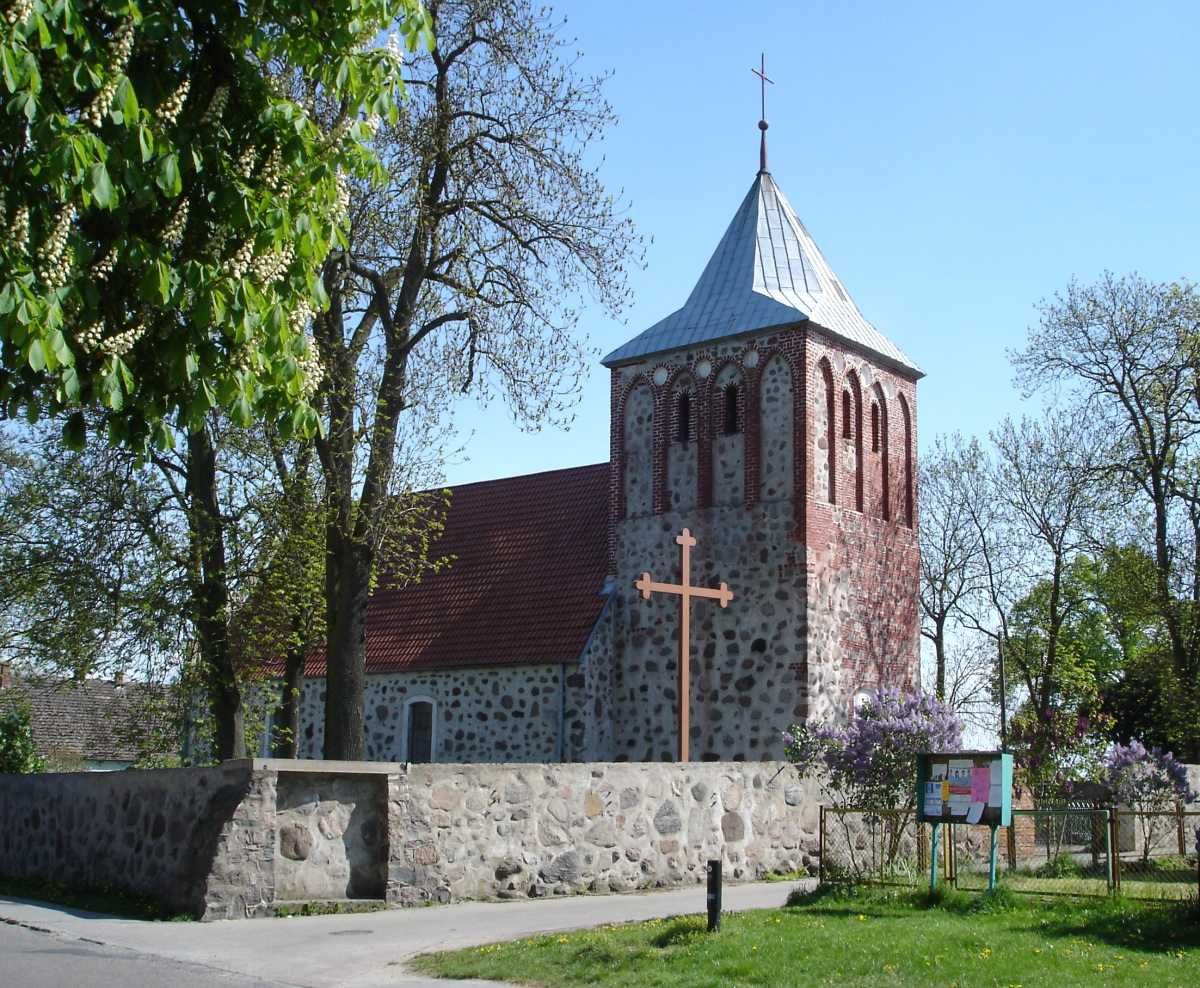
Dorfkirche

Die Ortschaft hatte in älterer Zeit zum Areal des Johanniter-Ordensamts Kollin gehört, das der Johanniter-Ritterorden  mit  Unterbrechung des Dreißigjährigen Kriegs und des  schwedischen Interregnums bis zu seiner Auflösung 1810 als Lehen besaß.
Im 19. Jahrhundert nahm man vielfach an, dass Wittichow mit der Ortschaft Tihowo identisch sei, die in einer Urkunde von 1229 genannt wird, mit der der pommersche Herzog Barnim I. gemeinsam mit seiner Mutter, Herzogin Miroslawa, die von alters her zu dem Ordensareal gehörigen Besitzungen bestätigte. Jedoch dürfte mit jenem Tihowo vielmehr das Dorf Tychow bei Schlawe gemeint sein.
Um die Mitte des 18. Jahrhunderts gab es in Wittichow  nur 17 Bauernhöfe.
Auf Anordnung des letzten Johanniter-Herrenmeisters, des Prinzen Ferdinand von Preußen, des jüngsten Bruders Friedrichs des Großen, wurde 1769 ein Vorwerk, das zu dem Areal gehörte, abgebaut; die zugehörigen Ländereien  wurden den Wittichower Bauern  in Erbpacht überlassen. Aufgrund dieser Maßnahme konnten weitere Siedlerstellen geschaffen werden. Um 1784 gab es in Wittichow eine Windmühle, einen Prediger, einen Küster, einen Freischulzen, 22 Vollbauern, einen Halbbauern, sieben Kossäten, einen Gasthof, eine Schmiede und insgesamt 63 Haushaltungen. Um 1865 waren in dem Dorf 20 Vollbauern, zwei Halbbauern und acht Kossätenhöfe vorhanden.
Um 1930 hatte die Gemarkung der Gemeinde Wittichow eine Flächengröße von 13,2 km², und auf dem  Gemeindegebiet standen insgesamt 82 bewohnte Häuser an zwei verschiedenen Wohnorten:
- Schneidersfelde
- Wittichow

Der Wohnort Schneidersfelde befindet sich vier Kilometer südöstlich des Wohnorts Wittichow. Er entstand 1836 als neues Vorwerk durch Zusammenlegung einer zuvor von dem  Johanniter-Herrenmeister Prinz  Ferdinand von Preußen  angelegten Ziegelei mit den Ländereien eines aufgekauften Schulzenguts.
Bis 1945 gehörte Wittichow zum Landkreis Pyritz in der Provinz Pommern.
Gegen Ende des Zweiten Weltkriegs wurde die Region um Wittichow bis zum 2. März 1945 von der belgischen SS-Kampfgruppe ‚Wallonien‘ verteidigt, die am 3. März Wittichow aufgab und sich nach Stargard zurückzog.
Anschließend wurde Wittichow  von der Sowjetarmee besetzt. Nach Kriegsende wurde Wittichow als Witkowo Drugie (Witkowo II) Teil Polens.

### Entwicklung der Einwohnerzahl
| Jahr | Anzahl | Anmerkungen                                                        |
| ---- | ------ | ------------------------------------------------------------------ |
| 1817 | 375    |                                                                    |
| 1865 | 621    | davon 32 in Schneidersfelde                                        |
| 1925 | 615    | in 139 Haushaltungen, davon 607 Protestanten und sieben Katholiken |
| 1933 | 624    |                                                                    |
| 1939 | 664    |                                                                    |
| 2005 | 493    |                                                                    |
| 2012 | 586    |                                                                    |

## Kirchspiel
Die bis 1945 in Wittichow anwesende Bevölkerung gehörte mit großer Mehrheit der evangelischen Konfession an.
Wittichow war Sitz eines evangelischen Pfarramts. In das evangelische Kirchspiel Wittichow  war die Gemeinde Klützow eingepfarrt. Für die  Katholiken  aus Wittichow war das  katholische Kirchspiel Stargard i. Pom. zuständig.